# 우마무스메 프리티 더비 ROAD TO THE TOP
《우마무스메 프리티 더비 ROAD TO THE TOP》(일본어: ウマ娘 プリティーダービー ROAD TO THE TOP 영어: Umamusume: Pretty Derby ROAD TO THE TOP)은 2023년에 공개된 일본의 경마 스포츠 애니메이션 영화이다. Cygames의 모바일 게임 우마무스메 프리티 더비를 원작으로 제작된 TVA를 극장판으로 개봉하였다.
 랴오 청즈가 감독을 맡았다.
 일본에서는 2023년 4월 16일에 대한민국에서는 2024년 6월 27일에 개봉되었다.

## 줄거리
클래식 3관 레이스 ‘사츠키상’, ‘일본 더비’, 킷카상‘. 

살면서 한 번밖에 도전할 수 없는 그 레이스에서 우승하는 것은

모든 우마무스메들과 트레이너들의 꿈인 우승을 위해 오늘도 달리는

나리타 탑 로드, 무언가 사연을 가슴에 품고 달리는 어드마이어 베가,

항상 자신만만하며 우승을 외치지만 나리타 탑 로드와 어드마이어 베가가

시련을 헤치고 올라와 자신의 라이벌로 성장하길 바라는 티엠 오페라 오.

이 세 명의 우마무스메는 일본의 세 대회를 통해 어떤 경쟁과 성장을 보여줄것인가?...

## 성우진

### 주연
- 나카무라 칸나 - 나리타 탑 로드 역
- 사사키 히토미 - 어드마이어 베가 역
- 도쿠이 소라 - 티엠 오페라 오 역

### 조연
- 츠치다 히로시 - 오키타 트레이너 역
- 이와미 마나카 - 라이스 샤워 역
- 사사하라 유우 - 카렌짱 역
- 와타다 미사키 - 메이쇼 도토 역
- 슈토 유키나 - 하루 우라라 역
- 와키 아즈미 - 스페셜 위크 역
- 키토 아카리 - 세이운 스카이 역
- 사에키 이오리 - 킹 헤일로 역
- 타카야나기 토모요 - 오구리 캡 역